# Camphypena thomensis
Camphypena thomensis là một loài bướm đêm trong họ Erebidae.